# Campeonato Mundial de Baloncesto de 1970
El VI Campeonato mundial de baloncesto de 1970 organizado por la Federación Internacional de Baloncesto se llevó a cabo en la ciudad eslovena de Liubliana, entonces perteneciente a Yugoslavia. Fue la primera edición disputada fuera de América. Participaron 13 selecciones de los cinco continentes.
La tragedia manchó esta edición a causa de la muerte por fallo cardiaco de Trajko Rajkovic, que apenas pudo festejar en familia aquella primera medalla de oro del baloncesto yugoslavo.[cita requerida]

## Países participantes
| América                                          | Asia          | Europa                                           | Oceanía   | África                |
| ------------------------------------------------ | ------------- | ------------------------------------------------ | --------- | --------------------- |
| Canadá Cuba Brasil Estados Unidos Panamá Uruguay | Corea del Sur | Checoslovaquia Unión Soviética Yugoslavia Italia | Australia | República Árabe Unida |

## Clasificación final
| Po. | Equipo                |
| --- | --------------------- |
| 1   | Yugoslavia            |
| 2   | Brasil                |
| 3   | Unión Soviética       |
| 4   | Italia                |
| 5   | Estados Unidos        |
| 6   | Checoslovaquia        |
| 7   | Uruguay               |
| 8   | Cuba                  |
| 9   | Panamá                |
| 10  | Canadá                |
| 11  | Corea del Sur         |
| 12  | Australia             |
| 13  | República Árabe Unida |

|                                |
| Bandera de Yugoslavia          |
| Campeón Yugoslavia 1.er título |

| Predecesor: Uruguay 1967 | Campeonato Mundial de Baloncesto VI edición | Sucesor: Puerto Rico 1974 |

## Plantilla de los equipos medallistas
- 1 Yugoslavia: Krešimir Ćosić, Ivo Daneu, Petar Skansi, Nikola Plecas, Vinko Jelovac, Aljosa Zorga, Rato Tvrdić, Damir Solman, Ljubodrag Simonovic, Trajko Rajkovic, Dragutin Cermak, Dragan Kapicic (Entrenador: Ranko Žeravica)

- 2 Brasil:  Marcos Antônio Abdalla Leite, Wlamir Marques, Ubiratan Pereira Maciel, Sérgio de Toledo Machado, Hélio Rubens Garcia, Carmo de Souza, José Aparecido dos Santos, Luiz Cláudio Menon, Pedro Ferrer Cardoso, José Edvar Simões, José Luiz Olaio Neto, Carlos Domingos Massoni (Entrenador: Togo Renan Soares)

- 3 URSS: Serguéi Belov, Aleksandr Belov, Jaak Lipso, Modestas Paulauskas, Vladimir Andreev, Alzhan Zharmukhamedov, Priit Tomson, Aleksandr Sidjakin, Zurab Sakandelidze, Sergei Kovalenko, Anatoli Krikun, Vitalij Zastuchov (Entrenador: Alexander Gomelsky)

- Datos: Q810334